# Cohors I Thracum Syriaca
Die Cohors I Thracum Syriaca [equitata] (deutsch 1. Kohorte der Thraker Syriaca [teilberitten]) war eine römische Auxiliareinheit. Sie ist durch Militärdiplome und Inschriften belegt. In einer Inschrift wird sie als Cohors I Thracum Syriacum bezeichnet.

## Namensbestandteile
- Cohors: Die Kohorte war eine Infanterieeinheit der Auxiliartruppen in der römischen Armee.

- I: Die römische Zahl steht für die Ordnungszahl die erste (lateinisch prima). Daher wird der Name dieser Militäreinheit als Cohors prima .. ausgesprochen.

- Thracum: Die Soldaten der Kohorte wurden bei Aufstellung der Einheit aus dem Volk der Thraker auf dem Gebiet der römischen Provinz Thrakien rekrutiert.

- Syriaca: aus der Provinz Syria bzw. die Syrische. Der Zusatz kommt in den Militärdiplomen von 78 bis 157 und in mehreren Inschriften[2] vor.

- equitata: teilberitten. Die Einheit war ein gemischter Verband aus Infanterie und Kavallerie. Der Zusatz kommt in zwei Inschriften[3] vor.

Da es keine Hinweise auf den Namenszusatz milliaria (1000 Mann) gibt, war die Einheit eine Cohors quingenaria equitata. Die Sollstärke der Kohorte lag bei 600 Mann (480 Mann Infanterie und 120 Reiter), bestehend aus 6 Centurien Infanterie mit jeweils 80 Mann sowie 4 Turmae Kavallerie mit jeweils 30 Reitern.

## Geschichte
Die Kohorte war in der Provinz Moesia stationiert. Sie ist auf Militärdiplomen für die Jahre 75 bis 157 n. Chr. aufgeführt.
Die Einheit war im 1. Jhd. wahrscheinlich in der Provinz Syria stationiert und wurde vermutlich unter Vespasian (69–79) nach Moesia verlegt. Der erste Nachweis der Einheit in Moesia beruht auf einem Diplom, das auf 75 datiert ist. In dem Diplom wird die Kohorte als Teil der Truppen aufgeführt (siehe Römische Streitkräfte in Moesia), die in der Provinz stationiert waren. Weitere Diplome, die auf 78 bis 82/83 datiert sind, belegen die Einheit in derselben Provinz. 
Die Kohorte nahm vermutlich an den Dakerkriegen Trajans teil. Durch Diplome, die auf 100 bis 115 datiert sind, ist die Einheit in Moesia superior belegt. Auf den Diplomen von 115 wird die Kohorte unter den Einheiten aufgeführt, die für den Partherkrieg Trajans abkommandiert wurden (translatis in expeditione). Nach ihrer Rückkehr wurde sie in Moesia inferior stationiert, wo sie durch Diplome nachgewiesen ist, die auf 125 bis 157 datiert sind.

## Standorte
Standorte der Kohorte in Moesia waren möglicherweise:
| - Charax (Ai-Todor): eine Vexillation der Einheit war zeitweise nach Charax abgeordnet. - Timacum Minus (Ravna): mehrere Inschriften wurden hier gefunden. | - Transmarisca (Tutrakan): eine Inschrift wurde hier gefunden. |

## Angehörige der Kohorte
Folgende Angehörige der Kohorte sind bekannt:

### Kommandeure
| - [] Pollio, ein Präfekt - Gaius Navius Quadratus, ein Präfekt - Gaius Statilius Crito: er wird auf einem Diplom von 127 als Kommandeur genannt. | - Lucius Vecilius Modestus, ein Präfekt - M(arcus) Sentius Proculus, ein Präfekt (AE 1926, 150). Er war auch Präfekt der Ala Gemina Colonorum. |

### Sonstige
| - []inus, ein Reiter (CIL 3, 14579) - C(aius) Cassius Lo[], ein Veteran (CIL 3, 14575) - Calus, ein Fußsoldat: ein Diplom von 127 (RMM 00023) wurde für ihn ausgestellt. - Longus, ein Decurio (CIL 3, 14579) - L(ucius) Furius Seuthes, ein Optio | - L(ucius) Sextilius Fuscus, ein Centurio (AE 1988, 1004) - M(arcus) Sextilius Valens, ein Decurio (AE 2010, 1672) - Q(uintus) Serg(ius) Paul(us), ein Veteran und ehemaliger Reiter (CIL 3, 8262) - Q(uintus) Valerius Germanus, ein Veteran (AE 1910, 95) |